# HQ Maniacs
HQ Maniacs é um site brasileiro sobre histórias em quadrinhos/banda desenhada, lançado em 19 Agosto de 2001 e que em 2006 gerou um spin-off, HQM Editora. Ainda em 2006, Leonardo Vicente publicaria escreveria a coluna HQ Maniacs na revista Crash da Editora Escala.